# Groggy Rude
Groggy Rude és un grup de música punk rock format a la ciutat de Tarragona l'any 2016. Destaca per les seves versions de cançons allunyades del punk com «Em poses a 100» de la Xana, «Privilegi raro», inspirada en la cançó «Geordie» de Fabrizio De André, o «Serà perquè t'estimo», de Ricchi e Poveri.

## Discografia
- 2016: Demo (maqueta)
- 2017: Tarraco Punkrockers
- 2020: Temps mort
- 2023: Riure o plorar (compartit amb Batec)